# 사과 (행위)

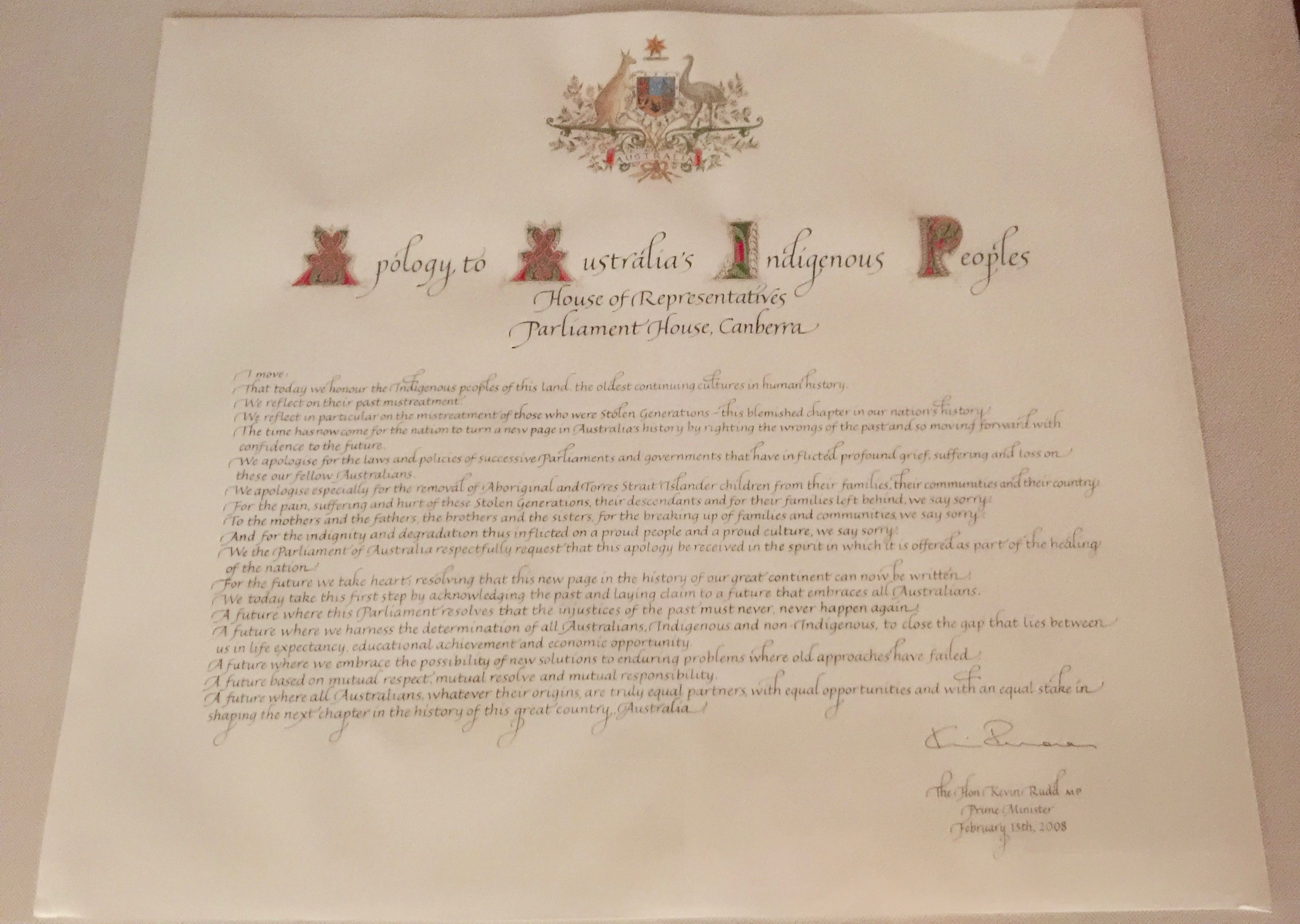
정부가 손해를 끼친 사람들의 단체에게 정부가 보낸 공식 사과문.

사과(謝過)는 행위에 대한 유감이나 후회의 표현이다. 유의어로 사죄(謝罪)가 있으며 이는 자신의 잘못이나 자신이 지은 죄에 대해 용서를 비는 것을 의미한다.

## 요소
사과의 기본 요소는 다음과 같이 소통된다:
- 사과를 하는 사람은 어떠한 방식으로 손해가 되는 행위에 책임을 졌다.
- 사과를 하는 사람은 해당 행위의 결과로 인한 손해를 인지하고 있으며
- 사과를 하는 사람은 앞으로 다르게 행동할 의향이 있다.[1]

## 효력
사과가 효과적일 때 가해자는 용서를 받게 될 가능성이 높다.
사과 행위는 사고 직후, 또는 가해자가 결과가 되는 문제에 집중한 이후 사과가 바로 전달될 때 더 효과적이다.

## 결과
효과적인 사과는 사람들이 가해자를 좋아하게 되는 정도를 증가시키지만 잘못을 한 사람의 역량에 대한 존경은 감소한다.
사과는 대인 관계를 유지하거나 해결하는 일반적인 방법이다. 그 결과, 장기간의 가치있는 관계에서 사과 행위는 더 흔한 편이다.

## 같이 보기
- 수치심